# Jana Michailowna Wagner

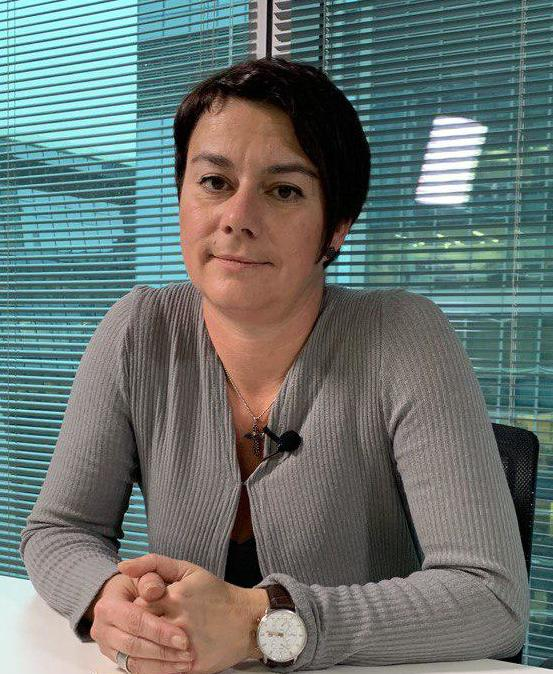
Jana Michailowna Wagner (2019)

Jana Michailowna Wagner (russisch Яна Михайловна Вагнер; * 8. Oktober 1973 in Moskau) ist eine russische Schriftstellerin.

## Leben
Jana Wagner wurde am 8. Oktober 1973 in Moskau geboren. Ihre Mutter stammte aus der Tschechoslowakei und kam zum Studium in die Sowjetunion. Ihre Kindheit verbrachte Jana Wagner in Russland und bei ihren Großeltern in der Tschechoslowakei. Im Jahr 1994 schloss Jana Wagner die Russische Staatliche Geisteswissenschaftliche Universität ab. Anschließend arbeitete sie als Übersetzerin. Außerdem arbeitete sie im Logistikbereich und als Sprecherin für das Radio.

## Wirken
Die ersten Erzählungen von Jana Wagner erschienen im Jahr 2010 zusammen mit Erzählungen anderer Autorinnen und Autoren im Sammelband „Lisja tschestnost“ (russisch Лисья честность ‚Des Fuches Ehrlichkeit‘). Im Jahr 2011 erschien ihr erster Roman „Wongosero. Epidemija“ (russisch Вонгозеро. Эпидемия ‚Wongosero. Epidemie‘). Der Roman war nominiert für die Preise „Nazionali bestseller“ (russisch Национальный бестселлер ‚Nationaler Bestseller‘) und „NOS“ (russisch НОС). Er wurde in mehrere Sprachen übersetzt und 2019 als Serie unter dem Titel „Epidemija“ (russisch Эпидемия ‚Epidemie‘) verfilmt. Auf Deutsch erschien die Serie unter dem Titel „Vongozero – Flucht zum See“ (englisch To the Lake) beim Streaming-Anbieter Netflix.
Die Fortsetzung zu „Wongosero. Epidemija“ erschien 2013 unter dem Titel „Schiwyje ljudi“ (russisch Живые люди ‚Lebendige Menschen‘). Das Buch war ebenfalls für den Preis „Nazionali bestseller“ nominiert.
Zuletzt erschien im Jahr 2017 Wagners Roman „Kto ne sprjatalsja“ (russisch Кто не спрятался ‚Wer sich nicht versteckt hat‘).

## Veröffentlichungen
- Wongosero. Epidemija. Moskau (Eksmo). 2011 (russisch Вонгозеро. Эпидемия ‚Wongosero. Epidemie‘)[5]
  - englisch: To the Lake. Swifft Press. 2021[10]
  - englisch: To the Lake. Deep Vellum. 2023 (übersetzt von Maria Wiltshire)[11]
- Schiwyje ljudi. Moskau (AST). 2013 (russisch Живые люди ‚Lebendige Menschen‘)[12][8]
- Kto ne sprjatalsja. Istorija odnoi kompani. Moskau (AST). 2017 (russisch Кто не спрятался ‚Wer sich nicht versteckt hat‘)[9][13]

## Verfilmungen
- 2019–2020: Epidemija (russisch Эпидемия ‚Epidemie‘)[6][7]
  - deutsch: Vongozero – Flucht zum See

## Auszeichnungen
2015 war sie mit Roman Wongosero Finalistin für den Grand Prix des lectrices de Elle, den Prix Bob Morane 2015 (prix littérature fantastique) catégorie meilleur roman étranger und den Prix Russophonie meilleure traduction du russe vers le français.